# Luigi Busà
Luigi Busà (* 9. října 1987 Avola) je italský karatista, olympijský vítěz a dvojnásobný mistr světa. Soutěží v kumite hmotnostní kategorie do 75 kg. 
Pochází z rodiny sportovců, jeho otec Nello Busà patřil k průkopníkům karate v Itálii. Je členem Centro Sportivo Carabinieri a má přezdívku Il Gorilla di Avola. Jeho manželkou je italská reprezentantka v karate Laura Pasqua.
Jeho prvním mezinárodním úspěchem byl bronz na mistrovství světa kadetů v roce 2003. V říjnu 2006 se stal historicky nejmladším vítězem seniorského mistrovství světa v karate. O rok později se stal v Bratislavě mistrem Evropy. V roce 2009 získal stříbrnou medaili na Středomořských hrách a na evropském šampionátu. Postoupil do finále světového šampionátu v roce 2010, kde ho porazil Rafael Ağajev z Ázebrbajdžánu. V roce 2012 se stal mistrem světa i Evropy, v roce 2014 získal evropský titul a na mistrovství světa byl druhý. Na Evropských hrách 2015 postoupil do finále, kde prohrál s domácím Ağajevem. Vyhrál evropské šampionáty v letech 2017 a 2019. Stal se olympijským vítězem při premiéře karate na tokijských hrách. Na Středomořských hrách v roce 2022 získal bronz.
Angažuje se v hnutí The Shadow Project, které bojuje proti násilí na ženách. Italský národní olympijský výbor ho jmenoval jedním ze svých ambasadorů pro Zimní olympijské hry 2026.